# Meyzieu
Meyzieu är en kommun i departementet Rhône i regionen Auvergne-Rhône-Alpes i östra Frankrike. Kommunen ligger i kantonen Meyzieu som tillhör arrondissementet Lyon. År 2022 hade Meyzieu 36 437 invånare.

## Befolkningsutveckling
Antalet invånare i kommunen Meyzieu
| Referens: INSEE |